# Tröingeberg
Tröingeberg är en stadsdel i nordöstra Falkenberg, tillhörandes Vinberg Socken, som i huvudsak består av villabebyggelse. Som namnet antyder ligger den på ett litet berg, eller kulle.  Tröingeberg karaktäriseras av den så kallade "Tröingebergsbacken", en mycket lång backe. Man brukar säga att Tröingeberg är uppdelat i två delar, gamla respektive nya Tröingeberg, alternative övre och nedre Tröingeberg. Öster om Tröingeberg tar villorna slut och markerna övergår till åkrar och därefter kommer Vinberg (c:a 3 km). Gamla E6:an, nuvarande väg 767, skiljer Tröingeberg från Östra gärdet och Fajans.
Övre Tröingeberg domineras av villor från byggda på 1950-, 60- och 70-talen, byggda efter en stadsplan upprättad 1950-1952 av Per Söderpalm. Bebyggelsen i nedre Tröingeberg har tillkommit sedan 1970, efter en plan utarbetad av Gösta Henrikson
På Tröingeberg ligger Falkenbergs vattenreservoar, populärt benämnt "vattentornet", trots att det inte är något torn. "Vattentornet" har vid flera tillfällen målats med graffiti av de få graffitimålare Falkenberg har haft. På Tröingeberg finns det en tennisförening, TTK (Tröingebergs Tennisklubb), och ligger bredvid Lindénstorg; vars rätta benämning är en vändplats snarare ett torg. Tröingeberg inhyser flera daghem, en servicebutik (Tröingebergskiosken), ett par mindre lägenhetskomplex (främst "nya" Tröingeberg, dvs nedre, samt g:a Ätrastigen som numera heter Tröingebergsvägen (förvaltas av FABO)) - men är mestadels känt för sina gula tegelhus. 
Västkustbanans dubbelspår går sedan 15 juni 2008 i en tunnel under Tröingeberg. I "bakdelen" av Tröingeberg, jämte nyetablerade bostadsområdet Tröinge Ängar, ligger nu Falkenbergs nya station. Länstrafikens busslinje Falkenberg - Vessigebro - Ullared går genom stadsdelen.